# リンボニック・アート
リンボニック・アート（Limbonic Art）は、ノルウェーのブラックメタルバンドである。

## 来歴
1993年結成。当時のメンバーは4人だったが、すぐに解散。その後、オリジナルメンバーのディーモンに、モルフェウスを加えたツーピースで新たに活動を開始。
1995年から1996年にかけてデモを2本製作し、Nocturnal Art Productionsと契約し、プロモテープを発売。その後のアルバムは、全てNocturnal Art Productionsから発売されている。4thアルバム『The Ultimate Death Worship』には、メイヘム、トーメンター、アボリムなどで活動した事のあるAttila Csiharがボーカルで参加している。
2003年に解散したものの、2006年に再結成し、2007年9月に6thアルバム『Legacy Of Evil』を発売。2009年にモルフェウスが脱退。2010年に7thアルバム『Phantasmagoria』をリリース。

## 音楽的特徴
キーボードをメインに据えたシンフォニックブラックメタルで、リズムパートにはドラムマシンを使っていた。ノイジーなギターの上に、様々な音色のキーボードが乗るのが基本的なスタイルで、ダークアンビエント風のパートがはさまれる事もある。3rdアルバム『Ad Noctum - Dynasty of Death』からは、インダストリアル的な要素が入るようになった。

## メンバー

### 現メンバー
- ディーモン Daemon （本名 Vidar Jensen） - ボーカル、ギター、ベース、キーボード、ドラム・プログラミング、作詞
ザイクロンの1stアルバム『World ov Worms』でもボーカルを務めた。

### 旧メンバー
- モルフェウス Morpheus （本名 Krister Dreyer） - ギター、キーボード、カバーデザイン
現Dimension F3H。

## ディスコグラフィー
- 1996年 Moon in the Scorpio
- 1998年 In Abhorrence Dementia
- 1998年 Epitome of Illusions（デモの再録盤）
- 1999年 Ad Noctum - Dynasty of Death
- 2002年 The Ultimate Death Worship
- 2007年 Legacy Of Evil
- 2010年 Phantasmagoria
- 2017年　Spectre Abysm